# Napoli milionaria (opera)
Napoli milionaria è un'opera lirica di Nino Rota, su libretto di Eduardo De Filippo tratto dalla sua commedia omonima.

## Il debutto
L'opera debuttò al Festival dei Due Mondi di Spoleto il 22 giugno 1977, al Teatro Nuovo con la direzione musicale di Bruno Bartoletti, la regia dello stesso Eduardo, scene e costumi di Bruno Garofalo.

### Personaggi
| ruolo                                                                                | registro     | Interprete alla prima rappresentazione |
| ------------------------------------------------------------------------------------ | ------------ | -------------------------------------- |
| Gennaro Jovine                                                                       | basso        | Silvano Pagliuca                       |
| Amalia, sua moglie                                                                   | soprano      | Giovanna Casolla                       |
| Maria Rosaria, figlia                                                                | soprano      | Mariella Devia                         |
| Amedeo, figlio                                                                       | tenore       | Renato Grimaldi                        |
| Errico "Settebellizze"                                                               | tenore       | Piero Visconti                         |
| Peppe o'cricco                                                                       | basso        | Carlo Desideri                         |
| Federico                                                                             | baritono     | Angelo Nardinocchi                     |
| Riccardo Spasiano, ragioniere                                                        | basso        | Graziano Dal Vivo                      |
| O' miezzo Prevete                                                                    | baritono     | Gennarino Palumbo                      |
| Pascalino "o pittore"                                                                | tenore       | Gianfranco Mari                        |
| Il Brigadiere Ciappa                                                                 | baritono     | Luigi De Corato                        |
| Johnny oppure (Peter), sergente americano                                            | baritono     | William Stone                          |
| Adelaide Schiano                                                                     | mezzosoprano | Corinna Vozza                          |
| Assunta, sua nipote                                                                  | mezzosoprano | Adele Sposito                          |
| Donna Peppenella                                                                     | mezzosoprano | Scilly Fortunato                       |
| Coro: Abitanti del vicolo, folla e venditori, "Segnorine", Soldati americani, Popolo |              |                                        |